# Drymaplaneta
Drymaplaneta (лат.) — род насекомых из семейства Blattidae отряда тараканообразных. Они относятся к подсемейству Polyzosteriinae и трибе Methanini.

## Внешний вид и строение
Drymaplaneta можно отличить от других Methanini по сильно уменьшенным лепестковидным надкрыльям, отсутствию задних крыльев и по увеличенным третьим и четвертым сегментам верхнечелюстных щупиков у самцов.
Что касается отдельных видов:
- D. lobipennis и D. shelfordi равномерно темные[3].
- D. heydeniana светло-желтовато-коричневая, темнеющая к голове, с полупрозрачными желтыми краями на груди и брюшке[3].
- Остальные три вида (D. communis, D. semivitta и D. variegata) очень похожи друг на друга[3]. Например, D. semivitta в основном темно-коричневого/черного цвета с белыми/кремовыми полосами по бокам головы и груди[4].
- Задние голени самцов заметно расширены и уплощены только у D. semivitta и D. variegata[3].
- D. variegata по цвету светлее, чем D. semivitta, темнея ближе к голове[3]. Высказано предположение о возможности синонимии этих двух номинальных видов[5].

Существует шесть видов Drymaplaneta, все эндемики Австралии. Два из этих видов, D. heydeniana и D. semivitta, были завезены в Новую Зеландию.

## Экология
В основном встречаются в местах обитания на открытом воздухе, например, под бревнами, рыхлой корой, почвенными покровами, листовой подстилкой, палубами, горшками для растений, а также внутри электрических и ирригационных коробок. Иногда они проникают в здания, но считаются безвредными для человека. Они питаются органическими веществами, часто разлагающимися.

## Виды
В роде Polyzosteria 6 видов:

Drymaplaneta communis

Drymaplaneta heydeniana

Drymaplaneta lobipennis

Drymaplaneta semivitta

Drymaplaneta shelfordi

Drymaplaneta variegata